# Jonathan Davis
Jonathan Howsmon Davis (Bakersfield, 18 gennaio 1971) è un cantante e produttore discografico statunitense, noto per essere il frontman dei Korn.
Nel 2006 è stato inserito al 16º posto nella classifica dei 100 miglior cantanti metal di sempre stilata da Hit Parader. Caratteristica dei suoi concerti con i Korn è l'utilizzo di una particolare asta del microfono, appositamente realizzata dall'artista svizzero Hans Ruedi Giger su indicazioni dello stesso Davis.

## Biografia
Durante l'infanzia Jonathan soffrì molto a causa del divorzio dei genitori, oltre a frequenti crisi d'asma che, all'età di cinque anni, lo ridussero quasi in fin di vita. Durante la sua adolescenza fu vittima di abusi da parte di un vicino di casa: su questo tema è incentrato il brano Daddy (presente nell'album Korn). Nel periodo in cui frequentò le scuole superiori, gli fu affibbiato il soprannome "HIV", in quanto era ritenuto un tipo stravagante nel vestirsi e nell'imitare i suoi idoli, tra cui The Cure e Duran Duran. Davis è il fratellastro di Mark Chavez, cantante degli Adema dal 1999 (gruppo per il quale ha collaborato alla promozione del secondo album Unstable) ed ex frontman dei Midnight Panic.
A 18 anni cominciò a lavorare all'interno del Coroners Department di Kern County, come assistente di un medico legale. In seguito si diplomò alla Scuola di Scienze Mortuarie di San Francisco e prima di divenire musicista riesce a trovare lavoro nel campo delle autopsie (questo fatto è citato nel videoclip del brano A.D.I.D.A.S.).
Nel 1995 ha avuto da Renee Perez (che ha sposato nel 1998 e da cui ha divorziato qualche anno dopo) il suo primogenito Nathan. Nel 2004 si è risposato con l'ex pornostar Deven Davis dalla quale ha avuto nel marzo del 2005 il suo secondo figlio, Pirate, e nell'aprile del 2007 il terzo figlio, Zeppelin. La coppia divorziò nel 2016. Deven morì il 17 agosto 2018 a causa di un mix di cocaina, eroina, clonazepam, topiramato e fluoxetina nel suo corpo. Jonathan affermò che Deven stava combattendo la sua dipendenza da droghe da circa 20 anni.

## Carriera

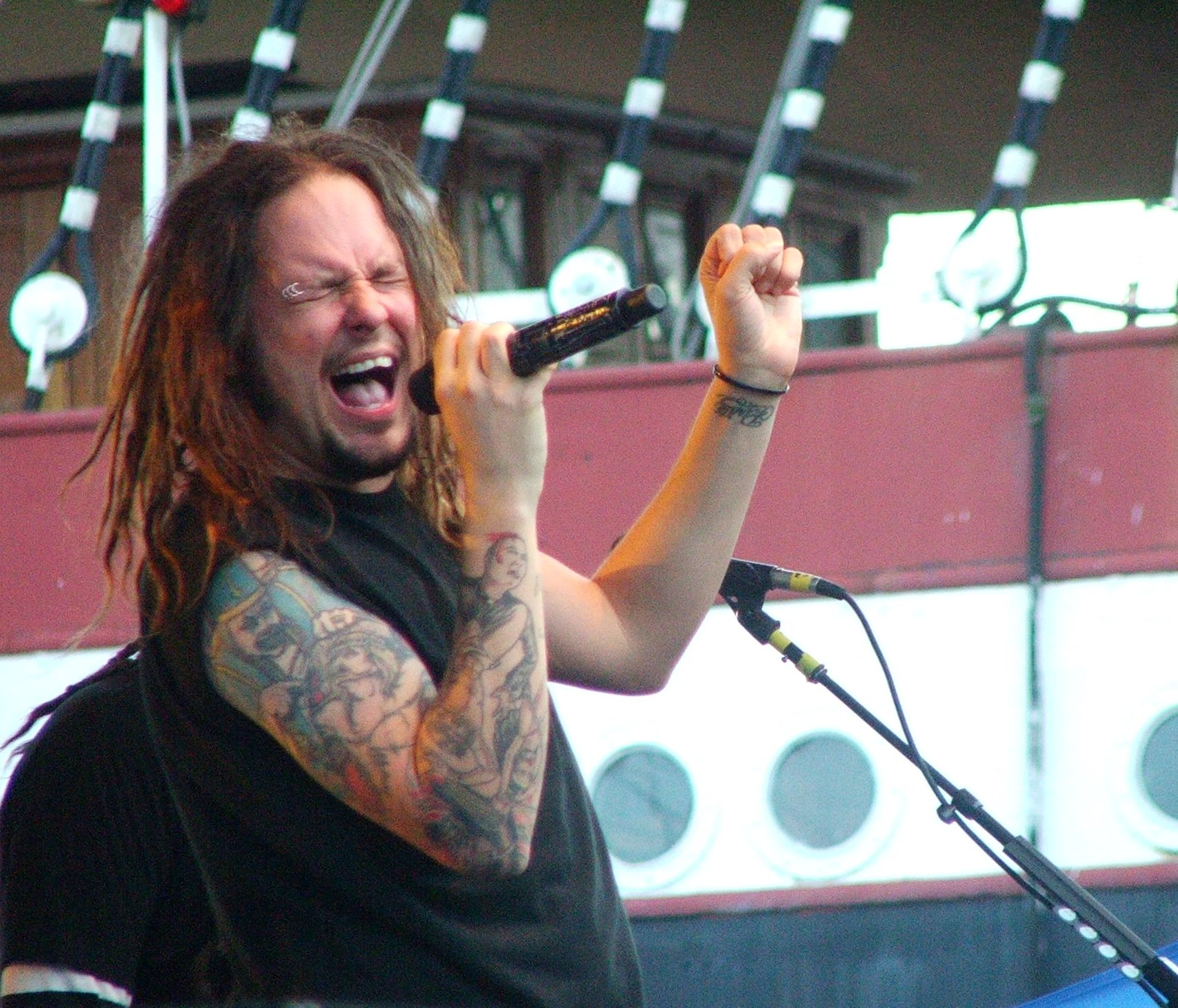
Davis dal vivo a New York nel 2007

Il primo ruolo sul palco lo ha con il gruppo dei SexArt, come cantante. Più avanti viene notato da Munky e Head, che lo fanno entrare all'interno del gruppo L.A.P.D. in seguito ad un provino. Il gruppo cambiò successivamente nome in Creep e successivamente in Korn. Il tipico logo di questi ultimi è stato scritto da Jonathan con la mano sinistra e con l'aiuto di un pastello a cera. Molte canzoni da lui scritte, a cominciare da quelle dell'album d'esordio Korn, fanno riferimento ai vari abusi e maltrattamenti che ha subito durante l'infanzia.
Dal 1994 al 2019 pubblica tredici album con i Korn, attraverso i quali riesce ad ottenere molto successo, vendendo in totale più di 30 milioni di copie dei dischi.. Con le prime pubblicazioni, inoltre, i Korn vengono riconosciuti come iniziatori del genere nu metal, insieme ai Deftones. In alcune canzoni dei Korn Jonathan, oltre a ricoprire il ruolo di cantante, suona anche la cornamusa.
In contemporanea agli impegni con i Korn, nel 2001 ha composto buona parte dei brani della colonna sonora del film La regina dei dannati assieme a Richard Gibbs. In esso, Davis ha eseguito i sei brani che ha composto (i rimanenti sono stati eseguiti da altri artisti o gruppi musicali), tuttavia, a causa di alcuni obblighi contrattuali con la Sony Music, le versioni presenti nella prima edizione dell'album che raccoglie la colonna sonora sono state registrate nuovamente e interpretate da altri cantanti. Davis ha fatto anche un cameo nel film stesso, interpretando un venditore ambulante di biglietti.
Agli inizi del 2012 Davis ha intrapreso la carriera di DJ di musica elettronica attraverso lo pseudonimo J Devil, annunciando la pubblicazione di EP da solista e un altro con il supergruppo Killbot, quest'ultimo fondato con Sluggo Tyler Blue. Nello stesso periodo ha pubblicato il singolo Silent Hill, tratto dalla colonna sonora del videogioco Silent Hill: Downpour, e ha collaborato vocalmente al singolo Evilution di Datsik e degli Infected Mushroom, uscito a marzo.
Nel 2014 ha realizzato insieme a Nicholas O'Toole la colonna sonora del film After the Dark, uscita nello stesso anno.

## Discografia

### Da solista
Album in studio
- 2018 – Black Labyrinth

Album dal vivo
- 2007 – Alone I Play
- 2011 – Alone I Play / Live at the Union Chapel

Colonne sonore
- 2002 – Queen of the Damned: The Score Album (con Richard Gibbs)
- 2014 – After the Dark (con Nicholas O'Toole)

Singoli
- 2007 – Careless
- 2012 – Silent Hill
- 2012 – Evilution (con Datsik e Infected Mushroom)
- 2018 – What It Is
- 2018 – Basic Needs

### Con i Korn
- 1994 – Korn
- 1996 – Life Is Peachy
- 1998 – Follow the Leader
- 1999 – Issues
- 2002 – Untouchables
- 2003 – Take a Look in the Mirror
- 2005 – See You on the Other Side
- 2007 – Untitled
- 2010 – Korn III: Remember Who You Are
- 2011 – The Path of Totality
- 2013 – The Paradigm Shift
- 2016 – The Serenity of Suffering
- 2019 – The Nothing
- 2022 – Requiem

### Con i Killbot
- 2012 – Sound Surgery (EP)

### Collaborazioni
- 1992 – AA.VV. – Cultivation 92 (voce in Inside dei SexArt)
- 1996 – Sepultura – Roots (voce in Lookaway)
- 1997 – Deadsy – Deadsy (cori in Sleepy Hollow)
- 1997 – Orgy – Candyass (voce in Revival)
- 1999 – Videodrone – Videodrone (voce in Ty Jonathan Down)
- 1999 – Limp Bizkit – Significant Other (voce in Nobody like You)
- 2000 – AA.VV. – Black and White (voce in Year 2000 (Remix) con Xzibit)
- 2002 – Fieldy's Dreams – Rock N Roll Gangster (voce in Just for Now)
- 2002 – Linkin Park – Reanimation (voce aggiuntiva in 1stp Klosr)
- 2002 – Deadsy – Deadsy (voce in The Key to Gramercy Park)
- 2002 – AA.VV. – WWF Tough Enough 2 (sintetizzatore in Out the Cage dei Marz)
- 2003 – AA.VV. – Wonderland (colonna sonora dell'omonimo film) (presente in Love on the Rocks)
- 2009 – Infected Mushroom – Legend of the Black Shawarma (voce in Smashing the Opponent)
- 2009 – Chuck Mosley And VUA – Will Rap Over Hard Rock for Food (voce in The Enabler)
- 2011 – Suicide Silence – The Black Crown (voce in Witness the Addiction)
- 2011 – Jonathan Elias – Prayer Cycle: Path to Zero (voce in Trinity)
- 2014 – Emigrate – Silent So Long (voce in Silent so Long)
- 2016 – Tech N9ne – The Storm (voce in Starting to Turn)
- 2017 – Motionless in White – Graveyard Shift (voce in Necessary Evil)
- 2023 – Kim Dracula – Seventy Thorns